# Vehementer Nos
Vehementer Nos is een encycliek van paus Pius X, die werd gepromulgeerd op 11 februari 1906. Met de encycliek reageerde de Katholieke Kerk op de Franse wet uit 1905 die een scheiding van Kerk en staat inhield. Paus Pius X verwerpt de scheiding van Kerk en staat en noemt deze "een absoluut valse theorie, een uiterst schadelijk fout".